# Karabin HK G41
G41 – niemiecki karabin szturmowy kalibru 5,56 × 45 mm. Produkowany w krótkich seriach w latach 80. i na początku 90. XX wieku. Produkcję zakończono z powodu niskiego popytu na ten karabin, spowodowanego bardzo wysoką ceną, sięgającą 1700 $.

## Opis konstrukcji
Karabin G41 był indywidualną bronią samoczynno-samopowtarzalną. Zasada działania oparta na odrzucie zamka półswobodnego. Opóźnienie otwarcia zamka zapewniały dwie symetryczne rolki. Mechanizm spustowy kurkowy umożliwia strzelanie ogniem pojedynczym, seriami trójstrzałowymi i ogniem ciągłym. Dźwignia przełącznika rodzaju ognia po obu stronach broni pełniła także rolę bezpiecznika. Zasilanie z dwurzędowych magazynków łukowych o pojemności 30 naboi (magazynki zamienne z magazynkami M16). Otwarte przyrządy celownicze składały się z muszki i celownika bębnowego z przeziernikami do strzelania na odległość 200, 300, i 400 metrów i szczerbiną do strzelania na odległość 200 metrów. Kolba z tworzywa sztucznego stała. Karabin był wyposażony w zatrzask zamka, urządzenie do cichego zwalniania zamka, ręczny dosyłacz zamka i pyłoszczelną pokrywę okna wyrzutowego łusek.
Lufa produkowana była do amunicji belgijskiej 5,56 x 45 mm SS109 lub amerykańskiej 5,56 x 45 mm M193. Lufa zakończona tłumikiem płomieni.
Broń może być wyposażona w dwójnóg, bagnet od karabinu G3 i celownik optyczny (4 x 24).

## Wersje
- G41 – karabin z kolbą stałą
- G41A2 – karabin z kolbą składaną (wysuwaną)
- G41TS – karabin z granatnikiem podlufowym
- G41K – karabinek z lufą skróconą i kolbą składaną (wysuwaną)